# محوطه چم‌سوخته ۳
محوطه چم سوختهٔ ۳ مربوط به دوره هخامنشی - دوره اشکانیان است و در شهرستان کوهرنگ، بخش مرکزی، دهستان شوراب تنگزی، ۸۰۰ متری شمال روستای دهنوی بالا، ۵/۵ کیلومتری جنوب شرق چلگرد به خط مستقیم واقع شده و این اثر در تاریخ ۲۷ اسفند ۱۳۸۷ با شمارهٔ ثبت ۲۶۳۳۱ به‌عنوان یکی از آثار ملی ایران به ثبت رسیده است.